# Calvin Harrison
Pour les articles homonymes, voir Harrison.
Calvin Harrison, né le 20 janvier 1974, est un athlète américain, spécialiste du 400 m et vainqueur du relais 4 × 400 m aux Jeux olympiques d'été de 2000, avant disqualification de l'équipe à cause du dopage de leur coéquipier Antonio Pettigrew.
Aux Championnats du monde d'athlétisme 2003 à Saint-Denis, il faisait partie du relais 4 × 400 m américain (avec Tyree Washington, Derrick Brew et Jerome Young) qui avait remporté la course en 2 min 58 s 88 mais qui avait été déclassé en 2004, Harrison ayant été convaincu de dopage (au modafinil) dès juin 2003,.

## Palmarès

### Jeux olympiques
- Jeux olympiques de 2000 à Sydney ( Australie)
  - Médaille d'or au relais 4 × 400 mètres puis disqualification de l'équipe américaine.

### Championnats du monde d'athlétisme
- Championnats du monde d'athlétisme 2003 à Paris ( France)
  - déclassé sur 400 m
  - déclassé avec le relais 4 × 400 m